# Saison 14 des Enquêtes de Murdoch
Chronologie
Saison 13 Saison 15
La quatorzième saison des Enquêtes de Murdoch n'est constituée que de onze épisodes à cause de la pandémie de Covid-19.

## Synopsis
Violet Hart fait preuve d’humanité, en justifiant ses actions et ouvre de nouveaux horizons. Murdoch devient plus tolérant.

## Distribution

### Acteurs principaux
- Yannick Bisson (VF : Jean-Philippe Puymartin) : Détective William Murdoch
- Thomas Craig (VF : Patrice Dozier) : Inspecteur Thomas Brackenreid
- Jonny Harris (VF : Luc Arden) : Agent George Crabtree
- Hélène Joy (VF : Dominique Westberg) : Dre Julia Ogden
- Lachlan Murdoch (VF : Philippe Bozo) : Agent Henry Higgins

### Acteurs récurrents
- Arwen Humphreys (VF : Marie-Laure Dougnac) : Margaret Brackenreid (4 épisodes)
- Daniel Maslany (VF : Christophe Lemoine) : Inspecteur Llewellyn Watts (10 épisodes)
- Shanice Banton (VF : Fily Keita) : Violet Hart (10 épisodes)
- Siobhan Murphy (en) (VF : Véronique Picciotto) : Ruth Newsome (3 épisodes)
- Clare McConnell (VF : Kahina Tagherset) : Effie Newsome (5 épisodes)
- Nathan Hoppe : Agent McNabb (3 épisodes)
- Jesse LaVercombe (en) (VF : Clément Moreau (acteur)) : Jack Walker (4 épisodes)
- Shailene Garnett (en) : Nomi Johnston (5 épisodes)
- Jonelle Gunderson : Goldie Huckabee (3 épisodes)
- Sarah Swire : Dorothy Ernst / Amelia (4 épisodes)
- James Graham (VF : Laurent Maurel) : Arthur Carmichael (6 épisodes)

### Invités
- Peter Stebbings (VF : Alexis Victor) : James Pendrick
- Peter Keleghan (VF : Lionel Henry (acteur)) : Terrence Meyers
- Matthew Bennett (VF : Bertrand Liébert) : Allen Clegg
- Bea Santos (VF : Cindy Tempez) : Louise Cherry
- Erin Agostino (VF : Victoria Grosbois) : Nina Bloom
- Charles Vandervaart (VF : Maxime Baudouin) : John Brackenreid
- Christopher Jones (VF : Tom Trouffier) : Bobby Brackenreid
- Jayden Greig (en) : Jeune Bonny Brackenreid
- Georgina Reilly (VF : Barbara Delsol) : Emily Grace
- Lisa Faulkner (VF : Vanina Pradier) : Anna Fulford
- Matthew Finlan : Charlie Chaplin
- Ryan Tapley (VF : Julien Portugais) : Stan Laurel
- Alexander Elliot (en) : Buster Keaton
- Al Vrkljan : Joe Keaton

## Liste des épisodes
1. Rira bien qui rira le dernier
2. Une adolescence tumultueuse
3. Code M pour Murdoch
4. Une expérience électrisante
5. Petit déjeuner et meurtre compris
6. La congrégation de la vertu
7. Casse-têtes
8. Le royaume de New South Mimico
9. Une loi à deux vitesses
10. Quand tout se brise, Première partie
11. Quand tout se brise, Deuxième partie

### Épisode 1:Rira bien qui rira le dernier
- Canada : 4 janvier 2021 sur CBC
- France : 12 septembre 2021 sur France 3

- France : 2.24 millions de téléspectateurs[2]

- Ali Hassan : Obie Stratford
- Mike Nadajewski : Ed Ward

### Épisode 3:Code M pour Murdoch
- Canada : 18 janvier 2021 sur CBC
- France : 19 septembre 2021 sur France 3

- France : 2.17 millions de téléspectateurs[3]

- Dylan Taylor : Agent Felder
- Christine Horne : Svetlana Tsiolkofsky
- Alex Allan : Homme de main d'Allen Clegg
- Lucy Hill : Télégraphe
- Perry Mucci : Responsable du télégraphe
- Marvin Karon : Professeur John Gatlin

### Épisode 4:Une expérience électrisante
- Canada : 25 janvier 2021 sur CBC
- France : 19 septembre 2021 sur France 3

- Veronika Slowikowska : Ms. Roberta Haycroft
- Tom Rooney : Dr. Arthur Kingston
- Maev Beaty : Dr. Laura Kingston
- Chris Sandiford : John 'Pluto' Plato
- Deborah Tennant : Mme. Langdon
- Justine Christensen : Skate
- Landon Doak : Étudiant de l'université
- Stuart Hefford : Étudiant de l'université
- Tyler Pearse : Byron Shelby
- Colin Mercer : Andrew

### Épisode 5:Petit déjeuner et meurtre compris
- Canada : 1er février 2021 sur CBC
- France : 26 septembre 2021 sur France 3

- France : 2.44 millions de téléspectateurs[4]

- Sydney Ozerov-Meyer : Clair Ferdinand
- Ken Hall : Derek Ferdinand
- Deborah Hay : Pricilla Bantam
- Ryan Kelly : Professeur Leamington
- Dillan Chiblow : David Johnson
- Neil Foster : Mr. Hagar
- Tim Dowler-Coltman : George Collins
- Jenny Young : Susannah Irwin
- Michael Wacholtz : Mr. Graham
- Mark Waters : Serveur
- Natalie Dale : Femme de l'association (non-créditée)

### Épisode 6:La congrégation de la vertu
- Canada : 8 février 2021 sur CBC
- France : 26 septembre 2021 sur France 3

- France : 2.05 millions de téléspectateurs[5]

- Fiona Mongillo : Constance Weatherly
- Frank Cox-O'Connell : Axel Crawford
- Zarrin Darnell-Martin : Kate Barker
- Mikaela Lily Davies : Flannery Oats
- Amy Keating : Sadie Lange
- Matt Alfano : Edwin Ebersol
- Aviva Armour-Ostroff : Barmaid
- Chris Farquhar : Marcus Hinkie
- Byron Abalos : Portier
- Eva Link : Clara Cartwright

### Épisode 7:Casse-têtes
- Canada : 15 février 2021 sur CBC
- France : 3 octobre 2021 sur France 3

- France : 2.27 millions de téléspectateurs[6]

- Colin Mochrie : Ralph Fellows
- Sebastian Spence : Allen Templeton
- Kris Siddiqi : Frank Hoover
- Dan Darin-Zanco : Avocat de Fellow

### Épisode 8:Le royaume de New South Mimico
- Canada : 22 février 2021 sur CBC
- France : 3 octobre 2021 sur France 3

- France : 2.03 millions de téléspectateurs[7]

- Cyrus Lane : Rupert Newsome
- Kira Guloien : Lucinda Helmsworthy-Newsome
- Christopher Jacot (en) : Roderick H. Roderick
- Kyle Derek : Courtney Van Doren
- Liza Balkan : Agnesa Vrioni

### Épisode 9:Une loi à deux vitesses
- Canada : 1er mars 2021 sur CBC
- France : 10 octobre 2021 sur France 3

- France : 2.20 millions de téléspectateurs[8]

- Obssa Ahmed : Mamadu 'Momo' Shadd
- Jane Luk : Soo Sing
- Brendan Wall : Inspecteur Decker
- Matt Wells (en) : Agent Carl Gracie
- Brian MacDougall : Agent Walter Buck
- Cameron Kneteman : Agent Winchester
- Scott Hilton : Mr. Davidson
- Elijah Headley : Enfant du quartier #1
- Jazmin Headley : Enfant du quartier #2
- George Krissa : Policier de Rosedale
- Karen Parker : Femme de Rosedale
- Marcus Nance : Prêtre
- Johan Strombergsson-Denora : Animateur de théâtre
- Thom Sears : Agent Evans (non-crédité)

### Épisode 10:Quand tout se brise, Première partie
- Canada : 8 mars 2021 sur CBC
- France : 10 octobre 2021 sur France 3

- Canada :  millions de téléspectateurs
- France : 1.89 millions de téléspectateurs[9]

- Etienne Kellici : Harry
- Brendan Murray : Frank Rhodes
- Austin Di Iulio : Joe Falcone
- Debra Hale : Helga
- Nick Spencer : Jake Matthews
- Franco Lo Presti : Tony
- Ric Reid : Chef de la police
- Louis Adams : Lou
- Jeff Dingle : Serveur
- Andrew Tomarin : Barman
- Michael A. Miranda : Falcone
- Shawn Wright : Andrew Trevor
- Brendan Wall : Inspecteur Decker
- Paul Irving : Agent Paul (non-crédité)

### Épisode 11:Quand tout se brise, Deuxième partie
- Canada : 15 mars 2021 sur CBC
- France : 17 octobre 2021 sur France 3

- France : 2.34 millions de téléspectateurs[10]

- Etienne Kellici : Harry
- Ric Reid: Chef de la police
- Brendan Wall : Inspecteur Decker
- Brendan Murray : Frank Rhodes
- Austin Di Iulio : Joe Falcone
- Franco Lo Presti : Tony
- Kerry Ann Doherty : Dolores
- Merle Newell : Femme de l'orphelinat
- David Patrick Flemming : Harold Connor
- David Leyshon : Dr Harris
- Carrie Schiffler : Infirmière
- Scott Anderson : 	Martin Erskine